# BSG Motor Zschopau
BSG Motor Zschopau
- war von 1950 bis 1992 der Name einer Betriebssportgemeinschaft mit Abteilungen für verschiedene Sportarten und
- ist seit 2005 der Name eines deutschen Fußballvereins (Ballsportgemeinschaft)

in der sächsischen Stadt Zschopau im Erzgebirgskreis.

## Betriebssportgemeinschaft
1948 wurde die Betriebssportgemeinschaft des IFA Motorradwerk Zschopau gegründet, die entsprechend des Beschlusses des Deutschen Sportausschusses „Über die Reorganisation des Sports auf Produktionsebene“ 1950 in BSG Motor Zschopau umbenannt wurde. Der Trägerbetrieb war das ortsansässige Motorradwerk.
Die BSG unterhielt Abteilungen für verschiedene Sportarten, u. a.:
- Fußball
- Kanusport, aus welcher Weltmeister hervorgingen.
- Tennis

Im Jahr 1992 wurde die Betriebssportgemeinschaft in den Turn- und Sportverein Zschopau (TSV Zschopau) überführt.

### Personen
- Frank Uhlig (Fußballer)
- Manfred Glöckner (Kanute)

## Ballsportgemeinschaft
Der BSG Motor Zschopau e. V. wurde am 25. Mai 2005 gegründet und in das Vereinsregister des Amtsgerichtes Marienberg eingetragen.
Heimstätte des 120 Mitglieder starken Vereins ist das Stadion in der Sandgrube.
Es gelang der Durchmarsch von der zweiten Kreisklasse bis in die Bezirksklasse.
Derzeitige Spielklasse ist die Kreisliga A Erzgebirge Ost.

### Geschichte der Zschopauer Fußballvereinigungen
Am 19. November 1919 wurde der bürgerliche 1. Zschopauer Fußballclub (1. ZFC) gegründet.
1923 gliederte sich die Abteilung Fußball des Arbeitersportvereins "Jahn" aus und gründete die SpVgg. „Frei Sport“ Zschopau, die 1924 das erste internationale Fußballspiel in Zschopau bestritt.
Nachdem der Lokalrivale SpVgg. „Frei Sport“ Zschopau im Jahr 1933 zwangsaufgelöst wurde, traten mehrere Spieler – trotz Verbot des NS-Regimes – dem 1. ZFC bei.
Den Aufstieg in die Gauliga Sachsen schafften die Erzgebirger bis 1945 nicht, konnten aber im Pokal gegen höherklassige Mannschaften (u. a. Planitzer SC und Konkordia Plauen) Erfolge feiern.
Nach dem 2. Weltkrieg wurde der 1. ZFC zwangsaufgelöst und am 10. August 1945 als SG Zschopau neu gegründet.
Am 12. August 1950 wurde die Sportgemeinschaft in die Abteilung Fußball der Betriebssportgemeinschaft BSG Motor Zschopau umgewandelt. „Vor allem in finanzieller Hinsicht erhielt die Sektion Fußball durch Unterstützung des IFA Motorradwerk eine große Hilfe ...“
Trotz des renommierten Sponsors schafften die Erzgebirger bis zur Wende keinen Aufstieg in die DDR-Liga. In der Spielzeit 1989/90 gewann Zschopau die Bezirksliga Karl-Marx-Stadt, scheiterte aber in der Aufstiegsrunde zur zweithöchsten Liga der DDR recht deutlich an BSG Kali Werra Tiefenort und dem BSV Borna.
Nach der Wiedervereinigung gliederte sich die Fußballabteilung der BSG aus und gründete den Verein SpVgg Zschopau der in die Landesliga Sachsen integriert wurde. In der Saison 1990/91 gewann die SpVgg. Zschopau völlig überraschend nach einem 4:1-Endspielsieg gegen die zweite Mannschaft von Wismut Aue als erstes Team den Sachsenpokal. Folge war die Qualifikation für die erste Hauptrunde im DFB-Pokal, in welcher für Zschopau nach einer 2:3-Heimniederlage gegen Rot-Weiß Hasborn-Dautweiler bereits in der ersten Runde Schluss war.
1995 erfolgte die Umbenennung in Zschopauer FC (ZFC).
Zeitgleich fand auch der Abstieg in die Bezirksliga statt. In der Folgezeit schaffte der ZFC keine Rückkehr in den höherklassigen Fußball mehr.
2005 musste der Verein aufgrund hoher Schulden in den Konkurs gehen und wurde aufgelöst.

#### Statistik
- 1962/63: Meister der Bezirksliga Karl-Marx-Stadt
- 1989/90: Meister der Bezirksliga Karl-Marx-Stadt
- 1990/91: Gewinn des Sachsenpokals
- 1991/92: Teilnahme am DFB-Pokal